# Problepsis delphiaria
Problepsis delphiaria är en fjärilsart som beskrevs av Achille Guenée 1858. Problepsis delphiaria ingår i släktet Problepsis och familjen mätare. Inga underarter finns listade i Catalogue of Life.